# 크라임 타운
《크라임 타운》(영어: Castle in the Ground)은 캐나다에서 제작된 조이 클라인 감독의 2019년 드라마 영화이다. 앨릭스 울프, 이모겐 푸츠, 톰 컬런, 키어 길크리스트, 네브 캠벨 등이 출연하였다.
2019년 9월 5일 제44회 토론토 국제 영화제에서 전 세계 최초로 상영되었다. 미국과 캐나다에서는 2020년 5월 15일 그래비타스 벤처스와 퍼시픽 노스웨스트 픽처스에 의해 개봉이 예정되었다. 대한민국에서는 2021년 1월 4일 개봉되었다.

## 출연
- 앨릭스 울프
- 이머전 푸츠
- 톰 컬런
- 카이오와 고든
- 키어 길크리스트
- 네브 캠벨